# 尾形憲
尾形 憲（おがた けん、1923年（大正12年）9月27日-2017年（平成29年）1月21日）は、日本の経済学者、平和運動家。法政大学名誉教授。専門は教育経済論。

## 略歴
1923年（大正12年）9月27日、宮城県にて生まれる。宮城県立第一中学校、陸軍予科士官学校を経て陸軍航空士官学校を卒業し、陸軍中尉で終戦をむかえる。戦後、法政大学経済学部（通信制）に入学し、卒業後、同大学大学院に進み、教育経済学を専攻する。1982年（昭和57年）の全学集会で非核大学宣言をまとめ、翌年から公開講座『法政平和大学』をひらく。また、テロ特措法・海外派兵は違憲市民訴訟の会の世話人代表を務めた。
1995年の第17回参議院議員通常選挙に、環境政党「憲法みどり農の連帯」公認で東京都選挙区から出馬、落選。その後、市民団体に衣替えした「連帯」の共同代表に就任した。

## 著書
- 『学歴信仰社会』（時事通信社、1976）
- 『私立大学-“蟻地獄”のなかから』（日本経済新聞社、1977）
- 『教育経済論序説-私立大学の財政』（東洋経済新報社、1978）
- 『学びへの旅立ち-マスプロ授業を越えて』（時事通信社、1981）
- 『素顔の学生たち-学びとの出会い』（青木書店、1983）
- 『新しい教育の原理-いま学ぶことの意味を問う』共著（ミネルヴァ書房、1986）
- 『もうひとつの学校-遠山塾高校から水俣大学まで』（有斐閣、1986）
- 『新しい教育学』共著（ミネルヴァ書房、1990）
- 『どうして銀行にお金をあずけるの? 金融のはたらき』（ポプラ社、1990）
- 『歌と星と山と-ある元職業軍人の“転向”の軌跡〈上〉』（オリジン出版センター、1994）
- 『歌と星と山と-ある元職業軍人の“転向”の軌跡〈下〉』（オリジン出版センター、1994）
- 『学歴社会をぶっつぶせ!-大学の空洞化と教育の荒廃を生む学歴主義を撲滅せよ』（BOC出版部、1995）
- 『わが「平和への船旅」-南十字と安保・沖縄』（第三書館、1997）
- 『76歳、山の楽しさと恐ろしさ-平和なればこそ』（オリジン出版センター、2011）